# Claus Biederstaedt
Claus Biederstaedt (Stargard in Pommern, 28 juni 1928 - Fürstenfeldbruck 18 juni 2020) was een Duitse acteur en stemacteur.

## Jeugd en opleiding
Na het begin van een medicijnenstudie bezocht Claus Biederstaedt de muziekacademie in Hamburg en kreeg toneelles bij Joseph Offenbach. Als theateracteur speelde hij onder andere op de podiums in Hamburg, München, Keulen en Wiesbaden.

## Carrière

### Als filmacteur
In 1952 had Biederstaedt zijn filmdebuut in Die große Versuchung en kreeg daarvoor de Duitse Filmprijs als beste nachwuchsacteur. Van nu af aan was hij een van de populairste vertolkers van de Duitse film, altijd netjes en aardig, een typische vertegenwoordiger van de Duitstalige bioscoopfilms van de jaren 1950. In de daaropvolgende jaren trad hij ook veelvuldig op bij de televisie. Hij speelde naast Heidelinde Weis de mannelijke hoofdrol in de twintigdelige tv-serie Meine Frau Suzanne (1963).

### Als tv acteur
Hij speelde in vier afleveringen van Derrick mee en was ook onder meer te zien in Der Alte, Dalli Dalli, Die Schwarzwaldklinik en Der Kommissar.

### Als stemacteur
Sinds 1960 werkte Biederstaedt als stemacteur. Hij leende zijn stem onder andere aan Marlon Brando in Last Tango in Paris en Queimada, James Garner in The Rockford Files, Peter O'Toole in How to Steal a Million, Peter Falk in Columbo, Vittorio Gassman in La vie est un roman en Il sorpasso en Yves Montand in César et Rosalie en Vincent, François, Paul... et les autres. In de tv-serie Raumpatrouille (1966) sprak hij de inleidende tekst Was heute noch wie ein Märchen klingt …. Als achtergrondverteller kwam hij onder andere in actie bij de filmproductie van Es muss nicht immer Kaviar sein (1977). Zijn stem was ook gevraagd bij de reclame. De bekendste reclamespot was aan het begin van de jaren 1990 met het Audi Procon-ten systeem.

### Als regisseur
Biederstaedt werkte ook als theaterregisseur en regisseerde onder andere Des Teufels General (1985), Der Hauptmann von Köpenick (1986) en Vor Sonnenuntergang (1993) van Gerhart Hauptmann. 

### Als theateracteur
Hij stond meer dan 1000 keer, samen met de actrices Karin Dor en Angélique Duvier, op het toneel in het stuk Der Neurosenkavalier van Gunther Beth, als laatste in 2008 in Essen.

## Privéleven en overlijden
Claus Biederstaedt was twee keer getrouwd en heeft een zoon uit zijn eerste huwelijk. Hij overleed in juni 2020 op bijna 92-jarige leeftijd.

## Filmografie

### Bioscoop
- 1952: Die große Versuchung
- 1953: Liebeskrieg nach Noten
- 1953: Arlette erobert Paris
- 1953: Ich und Du
- 1954: Sauerbruch – Das war mein Leben
- 1954: Eine Liebesgeschichte
- 1954: Sanatorium total verrückt
- 1954: Die Sonne von St. Moritz
- 1954: Feuerwerk
- 1954: Keine Angst vor Schwiegermüttern
- 1954: Der letzte Sommer
- 1954: Ewiger Walzer
- 1955: Musik, Musik und nur Musik
- 1955: Kinder, Mütter und ein General
- 1955: Escale à Orly
- 1955: Der Himmel ist nie ausverkauft
- 1955: Drei Männer im Schnee
- 1955: Meine Kinder und ich
- 1955: Mädchen ohne Grenzen
- 1955: Urlaub auf Ehrenwort
- 1956: Kleines Zelt und große Liebe
- 1956: Das Donkosakenlied
- 1956: Die Christel von der Post
- 1956: Charleys Tante
- 1956: Vor Sonnenuntergang
- 1956: Schwarzwaldmelodie
- 1956: Was die Schwalbe sang
- 1957: Die verpfuschte Hochzeitsnacht
- 1957: Kindermädchen für Papa gesucht
- 1957: Blaue Jungs
- 1957: Es wird alles wieder gut
- 1957: Die Beine von Dolores
- 1958: Nachtschwester Ingeborg
- 1958: Petersburger Nächte
- 1958: Majestät auf Abwegen
- 1958: Scala – total verrückt
- 1959: Mandolinen und Mondschein
- 1959: Was eine Frau im Frühling träumt
- 1959: Tunisi top secret
- 1959: Ein Sommer, den man nie vergißt
- 1959: Glück und Liebe in Monaco
- 1960: Schick deine Frau nicht nach Italien
- 1960: Willy, der Privatdetektiv
- 1961: Isola Bella
- 1961: Was macht Papa denn in Italien?
- 1961: Am Sonntag will mein Süßer mit mir segeln gehn
- 1962: Wenn die Musik spielt am Wörthersee
- 1962: Die Post geht ab
- 1963: Übermut im Salzkammergut
- 1963: … denn die Musik und die Liebe in Tirol
- 1964: Jetzt dreht die Welt sich nur um dich
- 1965: Hotel der toten Gäste
- 1974: Schwarzwaldfahrt aus Liebeskummer
- 1974: Auch ich war nur ein mittelmäßiger Schüler
- 2013: Vaterl (korte film)

### Televisie

#### Televisieseries
- 1959: Die Liebe des Jahres
- 1963: Meine Frau Susanne
- 1967: Nobile – Sieben Wochen auf dem Eis
- 1968: Diese Frau zum Beispiel
- 1971: Der Kommissar – Kellner Windeck
- 1972: Ein Chirurg erinnert sich
- 1973: Okay S.I.R. – Alte Rechnungen
- 1974: Unter einem Dach
- 1974: Der Kommissar – Der Liebespaarmörder
- 1975: Beschlossen und verkündet – Alle Vorteile gelten
- 1975: Der Kommissar – Eine Grenzüberschreitung
- 1976: Der Kommissar – Der Held des Tages
- 1977: Es muss nicht immer Kaviar sein (achtergrondstem verteller)
- 1977: Sonderdezernat K1 – Tod eines Schrankenwärters
- 1978–1982: Die unsterblichen Methoden des Franz Josef Wanninger (60 afleveringen)
- 1979: Derrick – Schubachs Rückkehr
- 1980: Polizeiinspektion 1 – Die unangenehme Sache mit Berndi
- 1980: Der Alte – Bruderliebe
- 1981: Der Alte – Schwarzer Montag
- 1982: Ehe oder Liebe (boulevardkomedie)
- 1982: Sonderdezernat K1 – Das masurische Handtuch
- 1982: Derrick – Ein unheimliches Erlebnis
- 1983: Unsere schönsten Jahre
- 1983: Polizeiinspektion 1 – Erziehungsfragen
- 1984: Berliner Weiße mit Schuß
- 1985: Es muß nicht immer Mord sein – Nachbarschaftshilfe
- 1985: Derrick – Tod eines jungen Mädchens
- 1986: Die Krimistunde - Steckenpferderennen
- 1988: Die Schwarzwaldklinik – Der Anfang vom Ende?
- 1988: Die Schwarzwaldklinik – Wie Du mir so ich Dir
- 1989: Der Alte – Ein Tag der Angst
- 1993: Derrick – Die seltsame Sache Liebe
- 2011: Germaine Damar – Der tanzende Stern (tv-documentaire)

#### Televisiefilms
- 1959: Die Liebe des Jahres
- 1962: Letzter Punkt der Tagesordnung
- 1963: Schwiegerväter
- 1963: Der Hexer
- 1964: Komödie der Irrungen
- 1965: Caesar und Cleopatra
- 1966: Geschichte des Rittmeisters Schach von Wuthenow
- 1966: Hava, der Igel
- 1968: Der blaue Strohhut
- 1968: Flachsmann als Erzieher
- 1970: Gefährliche Neugier
- 1970: Die lieben Freunde
- 1970: Auf und davon
- 1972: Scheidung auf musikalisch
- 1973: Bleib' wie Du bist
- 1974: Tausend Francs Belohnung
- 1976: Festival für einen Gauner
- 1977: Haben Sie nichts zu verzollen?
- 1982: Wasser für die Blumen
- 1982: Zwei Tote im Sender und Don Carlos im PoGl
- 1982: Villa zu vermieten

## Synchronisatie (selectie)
- Marlon Brando o.a. in Der letzte Tango in Paris en Queimada – Insel des Schreckens
- James Garner o.a. in Detektiv Rockford – Anruf genügt en Bret Maverick
- Peter O’Toole in Wie klaut man eine Million?
- Peter Falk in Columbo
- Vittorio Gassman o.a. in Das Leben ist ein Roman en Verliebt in scharfe Kurven
- Yves Montand o.a. in César und Rosalie en Vincent, François, Paul und die anderen
- Albert Finney in Mord im Orient-Expreß
- Adolfo Celi in Ein Unbekannter rechnet ab

## Hoorspel
- 1963: Herbert Asmodi: Die Harakiri-Serie – Regie: Hans-Dieter Schwarze (misdaadhoorspel – BR/HR)

- Gemeinsame Normdatei: 132968479
- International Standard Name Identifier: 0000 0000 2264 7789
- Library of Congress Control Number: n84002570
- MusicBrainz: ee9a9b36-3c72-4697-baa9-69584df74b72
- Système universitaire de documentation: 130674788
- Virtual International Authority File: 25779308
- WorldCat: E39PBJcR7rrdWTRpYpCJYyth73